# ハゼリソウ科
ハゼリソウ科（ハゼリソウか、Hydrophyllaceae）は、双子葉植物の科のひとつ。22属280種ほどからなる。
クロンキスト分類体系ではナス目に、新エングラー体系ではシソ目に含まれる。APG植物分類体系では廃止となり、ムラサキ科に統合された。

## 特徴
南北アメリカ大陸に多く、他にアジアやアフリカにも分布域がある。半分以上がファセリア属（Phacelia）である。木本も一部あるがほとんどが草本で、一年草が多い。ネモフィラ属（Nemophila、ルリカラクサ属）とファセリア属には、秋まきの花壇用草花として栽培されている一年草がある。
ハゼリソウは緑肥やミツバチなど昆虫の誘引や景観植物として農業分野でも使われる。